# Кулина Вода
Ку́лина Вода́ (болг. Кулина вода) — село в Плевенській області Болгарії. Входить до складу общини Белене.

## Населення
За даними перепису населення 2011 року у селі проживали 210 осіб, усі — болгари.
Розподіл населення за віком у 2011 році:
Динаміка населення: